# Herbert Zimmermann
Herbert Zimmermann (Neuwied, 1º luglio 1954) è un ex calciatore tedesco occidentale, dal 1990 tedesco, di ruolo difensore.

## Carriera

### Club
Inizialmente attaccante, nel 1972 fu ingaggiato dal Bayern Monaco con cui giocò 2 partite in due anni. Nel 1974 fu acquistato dal 1. FC Colonia e, dopo una serie di infortuni, cambia ruolo passando da attaccante a difensore. Nel Colonia vinse, durante la sua permanenza con i caproni, tre coppe di Germania e una Bundesliga. Ritirò dal calcio giocato nel 1984 a causa dei continui infortuni.

### Nazionale
Con la Germania Ovest debuttò in un'amichevole contro il Galles nell'ottobre 1976. Partecipò al campionato del mondo 1978, dove giocò le partite contro Polonia e Italia, e al vittorioso campionato d'Europa 1980, anche se non entrò mai in campo.

## Palmarès

### Club
- Coppa di Germania: 2

Colonia: 1976-1977, 1977-1978, 1982-1983
- Campionato tedesco: 1

Colonia: 1978

### Nazionale
- Campionato d'Europa: 1

Italia 1980